# Lissochlora stacta
Lissochlora stacta är en fjärilsart som beskrevs av Louis Beethoven Prout 1932. Lissochlora stacta ingår i släktet Lissochlora och familjen mätare. Inga underarter finns listade i Catalogue of Life.